# Joseph-François Rousselot
Pour les articles homonymes, voir Rousselot.
Joseph-François Rousselot est un corniste et compositeur français, né à Nîmes le 6 février 1803 et mort à Argenteuil le 4 septembre 1880.

## Biographie
Joseph-François Rousselot naît à Nîmes le 6 février 1803. Il étudie au Conservatoire de Paris et obtient un premier prix de cor dans la classe de Louis-François Dauprat en 1823,.
De 1828 à 1838, il joue à l'orchestre de la Société des concerts du Conservatoire puis rejoint en 1839 l’orchestre de l’Opéra de Paris, où il reste jusqu'en 1869,.
Il est également membre de la Chapelle impériale,, cofondateur en 1847 de la Société de musique classique et très impliqué au sein de diverses sociétés de concerts de musique de chambre. Comme interprète, il participe ainsi à la création du Nonette op. 38 de Louise Farrenc en 1850 et du Sextuor op. 40 de la compositrice en 1852.
Joseph-François Rousselot meurt le 4 septembre 1880 à Argenteuil, où il s'était retiré depuis quelques années.
Comme corniste, il est un des virtuoses les plus réputés de son temps,, connu pour sa puissance d'exécution,, sa sûreté d'attaque et son large ambitus maîtrisé du grave à l'aigu. Comme compositeur, il est l'auteur de plusieurs pièces pour son instrument, des morceaux de concours et de concert notamment.
Il est le frère du violoncelliste et compositeur Scipion Rousselot,.